# Fernando Gomes dos Santos
Fernando Gomes dos Santos (Patos, 4 de abril de 1910 — Goiânia, 1 de junho de 1985) foi um bispo católico brasileiro.
Dom Fernando tomou parte do Concílio Vaticano II e da Segunda Conferência Geral do Episcopado Latino-Americano (Medellin, Colômbia). Foi membro da comissão central da Conferência Nacional dos Bispos do Brasil, secretário do regional Centro-Oeste da CNBB, grão-chanceler e fundador da Universidade Católica de Goiás.